# 陳欣欣
陳欣欣（英語：Chan Yan Yan，1972年1月23日—），香港有線電視體育節目主持，前亞洲電視藝員、粵語配音員、香港電台「守下留情」客席主持。

## 背景
陳欣欣家有一兄一弟，小時候居住在觀塘雞寮（翠屏邨）第9座、油塘、秀茂坪第26座和樂華邨一帶。父親為市政局公務員，副業是一名工人，負責裝修鐵閘。陳欣欣童年與少年的主要娛樂為跳繩、爬樹以及看文藝小說。她畢業於中華基督教會基秀小學以及中華基督教會基智中學。就讀中學時，陳欣欣參與校內排球運動，卻未能專注學業。故此，她曾考過兩次會考；第一次以日校生身份應考，而第二次則以中華基督教會基智中學夜校自修生的身份應考。其時她在早上一邊於手袋工廠工作，一邊應付第二次公開試。後來到位於尖沙咀的小型外國旅行社任全職文員。
陳欣欣就讀中四期間已經接觸過演藝圈，例如與劉錫明、黃一山等參與香港電台節目《CYC青年週報》和於無綫電視《笑星救地球》（「笑星天使」之一）中演出。曾是香港電台《聽歌學英文》歌唱比賽的參賽者。此前參演《笑星救地球》期間獲無綫電視的藝員科經理招手，打算把她簽到電視台旗下。但由於她仍在上學，加上父親覺得演藝圈予人感覺不正經，所以最終作罷。完成重讀過程便到旅行社工作，為時一年半。基於該旅行社的經營出現問題，她被介紹到中環的旅行社再任職一年半。直至1993年，她不想再過這樣平凡的生活，於是報名參加1993年第12屆新秀歌唱比賽，最後沒有入圍。未幾於同年報名參加亞洲電視未來偶像爭霸戰，進入第二輪比賽即被電視台製作人員說服轉為參加同年底舉行的螢幕傳奇創世紀新星大賽。結果陳欣欣接受唐季禮的訓練，於12個曾經有不少演出背景的電視新星參賽者（林子博及黃美芬是其中一員）中脫穎而出，得到魅力新星大獎及電視新星金獎，惹來外界批評比賽造假。
陳勝出不久被亞洲電視羅致為旗下藝人。首項工作為擔任1994年節目《廣州乜都有》主持。同年起加入亞洲電視資訊節目《今日睇真D》主持兼外景記者班底，至1999年12月約滿離開亞洲電視。同期演出過數部電視劇，且到中國內地登台唱歌。2000年以自由身身份主持香港有線電視世界盃體育節目，2002年9月轉為全職員工。既主持體育節目，又會為足球賽事作評述。2020年加入天下一聲優館，發展其配音事業。

## 個人生活
2002年，陳欣欣因主持世界盃節目而與兼任足球評論員的填詞人潘源良拍拖，至2005年分手。至2010年7月，陳欣欣與前香港足球代表隊球員、香港甲組足球聯賽足球員兼現職足球評述員何輝閃婚，2010年7月13日於灣仔一間餐廳舉行婚禮兼註冊儀式。二人於2010年1月7日相識，2月8日拍拖，至7月13日結婚。

## 演出作品

### 電視劇（亞洲電視）
- 1995年：《新包青天·殉情記》飾 何玉娥
- 1997年：《屋企有個肥大佬》 飾 林靜旋
- 2000年：《影城大亨》
- 2002年：《法内情2002》飾 徐振非前妻

### 電影
- 1994年：《亂世超人》
- 2001年：二五傳說

### 節目主持

#### 亞洲電視
- 1994年：《廣州乜都有》
- 《週日音樂快線》/《週末音樂快線》
- 1994年至1999年：《今日睇真D》

#### 有線電視
- 2002年世界盃
- 2006年世界盃
- 2010年世界盃
- 2010年廣州亞運會
- 2012年倫敦奧運會
- 2020年東京奧運會
- 2024年巴黎奧運會

## 访问
- 香港电台第二台广播节目《守下留情》于2017年4月24日播出的“女中豪杰系列”〈唔再颈梗膊痛嘅陈欣欣访问第一集 + 曾守明哥哥与守下留情之缘，重温！〉访问。
- 香港电台第二台广播节目《守下留情》于2017年4月25日播出的访问。
- 香港电台第二台广播节目《守下留情》于2017年4月26日播出的访问。
- 香港电台第二台广播节目《守下留情》于2017年4月27日播出的访问。

## 資料來源
1. ↑  . 天下一聲優館.   [2021-03-18]. （原始内容存档于2020-11-30）.
2. ↑  填詞人講波譜戀曲 潘源良、陳欣欣拍拖 同居咪搞 蘋果日報，2003年10月13日
3. ↑  馮仁昭四圍超：潘源良、陳欣欣講波情緣盡 （页面存档备份，存于） 蘋果日報，2006年3月2日
4. ↑  陳欣欣 何輝5度互惜變接吻魚[永久] 明報 2010年7月14日
5. ↑  講波締姻緣　拍拖半年搞笑提親 何輝、陳欣欣閃電結婚 蘋果日報，2010年7月8日

## 外部連結
- 香港陳欣欣的新浪微博
- 陳欣欣在香港影庫上的簡介
- 陳欣欣在互联网电影资料库（IMDb）上的資料（英文）（英文）